# Sporobolus minutus
Sporobolus minutus là một loài thực vật có hoa trong họ Hòa thảo. Loài này được Link miêu tả khoa học đầu tiên năm 1827.